# هتل کوربه
هتل کوربه (ایتالیایی: Hotel Courbet) یک فیلم کوتاه اِروتیک ایتالیایی به کارگردانی تینتو براس است که در سال ۲۰۰۹ منتشر شد.
این فیلم در ۶۶مین دورهٔ جشنواره فیلم ونیز به نمایش درآمد.